# Bernardo Redín
Bernardo Redín Valverde (Cali, 26 febbraio 1963) è un allenatore di calcio ed ex calciatore colombiano, di ruolo centrocampista.

## Caratteristiche tecniche
Centrocampista offensivo, giocò in coppia con Carlos Valderrama nel Deportivo Cali, formando un duo offensivo molto conosciuto in Colombia.

## Carriera

### Club
Iniziò a giocare nel Deportivo Cali, con il quale raggiunse il secondo posto nel Fútbol Profesional Colombiano nei campionati 1985 e 1986. Dopo il campionato del mondo 1990 passò al CSKA Sofia, dove giocò 13 partite, segnando 3 gol: tornò poi in Colombia, all'América de Cali, dove passò gli anni dal 1992 al 1996 e al Deportes Quindío dal 1996 al 1999. Dopo una breve esperienza all'Oriente Petrolero in Bolivia, si ritirò nel 2001 a 38 anni.

### Nazionale
Giocando a livello internazionale con la Colombia, ha segnato cinque reti in 40 presenze, partecipando a Italia 1990, in cui segnò due reti, diventando così il miglior marcatore della Colombia al campionato mondiale di calcio insieme ad Adolfo Valencia.

### Allenatore
Ha allenato Deportivo Cali, América de Cali, Deportivo Pasto e Academia.

## Palmarès

### Club

#### Competizioni nazionali
- Campionato colombiano: 1

América de Cali: 1992